# أليكس سكوت (سياسي)
أليكس سكوت (بالإنجليزية: William Alexander Scott)‏ هو سياسي بريطاني، ولد في 1940 في برمودا في المملكة المتحدة. حزبياً، نشط في Progressive Labour Party (Bermuda) ‏.